# Khoai từ

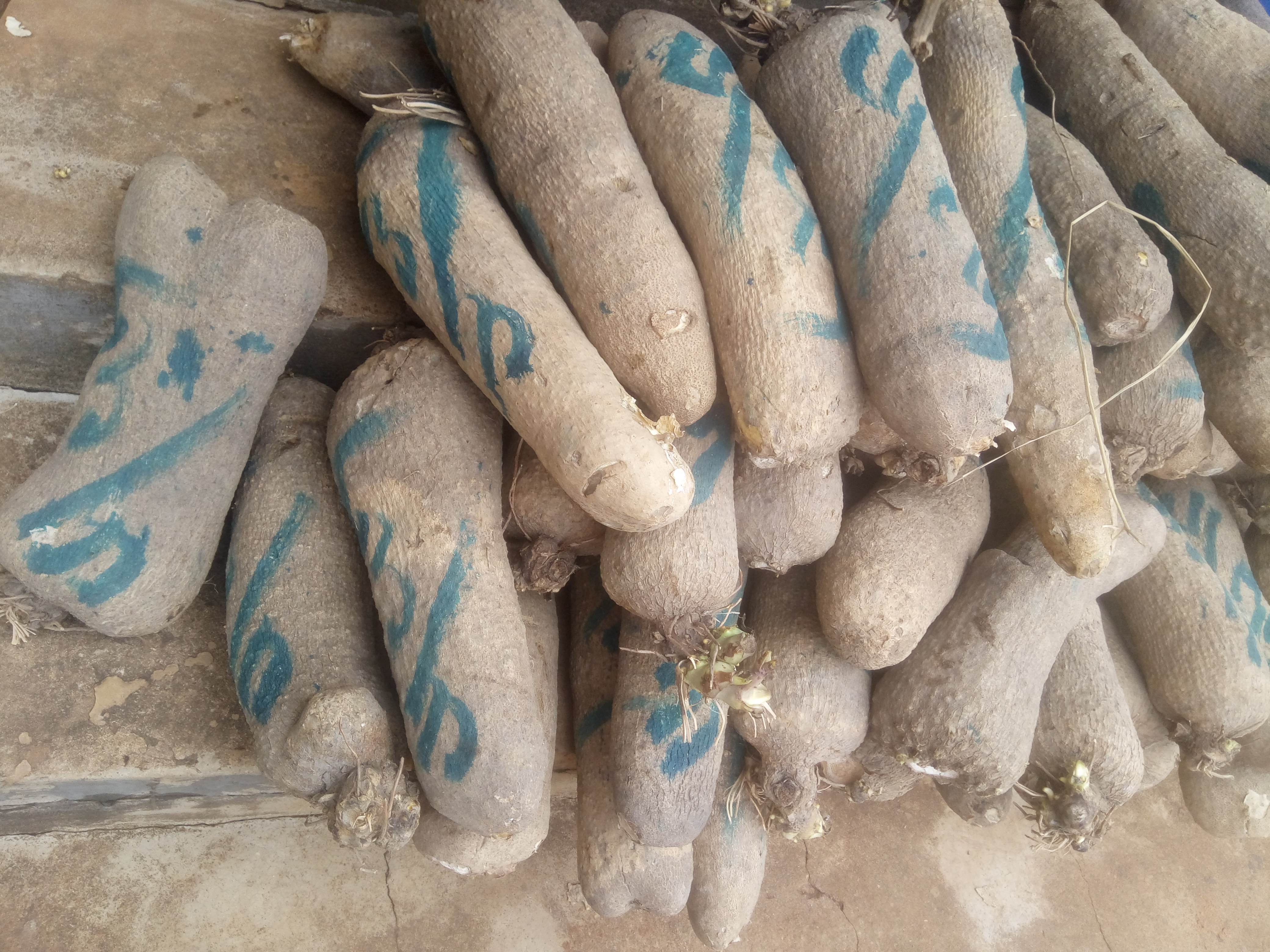
Loài khoai từ có tên là Parkistan. Kích thước dành để ăn nhưng kích thước nhỏ hơn có thể trồng trọt.

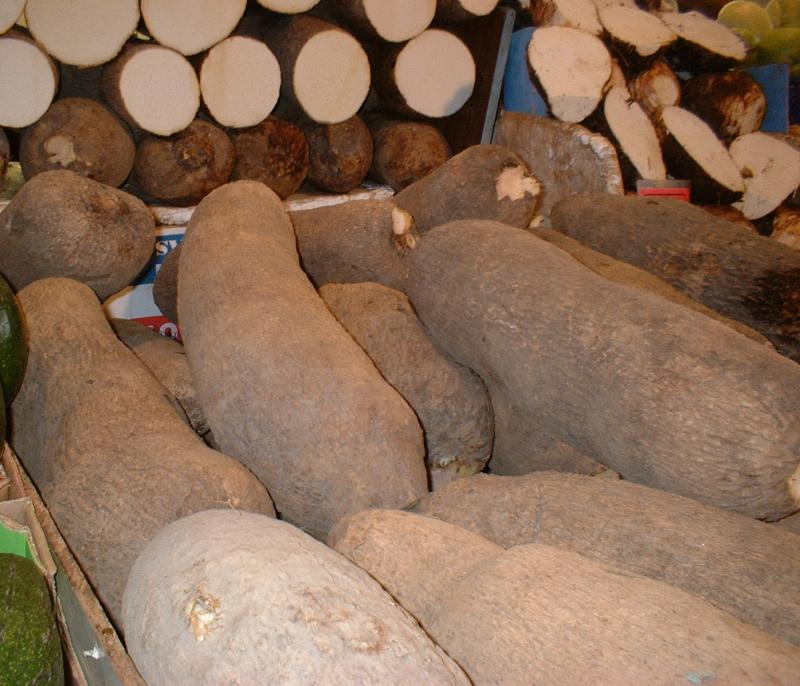
Khoai từ trắng tại một chợ bán lẻ ở Brixton, Anh, năm 2004

Khoai từ là tên gọi chung của một số loài thực vật thuộc chi Dioscorea (họ Dioscoreaceae) có dạng củ ăn được (một số loài khác trong chi có độc tính).
Khoai từ là cây dây leo thân thảo lâu năm có nguồn gốc từ châu Phi, châu Á và châu Mỹ và được trồng để lấy củ chứa tinh bột ở nhiều vùng ôn đới và nhiệt đới. Bản thân rễ củ, còn được gọi là "củ khoai từ", có nhiều dạng khác nhau do có nhiều giống cây trồng và các loài liên quan.

## Mô tả
Là loại thực vật một lá mầm có liên quan đến hoa huệ và cỏ, khoai từ là cây thân thảo có sức sống mãnh liệt, dây leo mọc lâu năm từ củ. Khoảng 870 loài khoai từ đã được nhận biết, một số loài được trồng rộng rãi để lấy củ ăn được nhưng một số loài khác lại có độc tính (chẳng hạn như D. communis).
Cây khoai từ có thể dài đến 15 m (49 ft) và cao 7,6 đến 15,2 cm (3,0 đến 6,0 in). Củ có thể phát triển ghim vào đất sâu đến 1,5 m (4,9 ft). Cây phát tán bằng hạt.
Củ ăn được có vỏ sần sùi, khó bóc tách nhưng dễ làm mềm khi nấu. Vỏ có nhiều màu sắc khác nhau từ nâu sẫm đến hồng nhạt. Phần lớn hoặc thịt của loại rau này bao gồm chất mềm hơn nhiều, có màu từ trắng hoặc vàng đến tím hoặc hồng ở khoai từ trưởng thành.

## Từ nguyên
Tên gọi của khoai từ trong tiếng Anh, "yam" dường như bắt nguồn từ tiếng Bồ Đào Nha inhame hoặc tiếng Tây Ban Nha Canary ñname, bắt nguồn từ tiếng Fula, một trong những ngôn ngữ Tây Phi trong quá trình buôn bán. Tuy nhiên, trong tiếng Bồ Đào Nha, tên này thường dùng để chỉ cây khoai môn (Colocasia esculenta) thuộc chi Colocasia, trái ngược với Dioscorea.
Các gốc từ chính yếu vay mượn từ động từ có nghĩa là "ăn". Khoai từ thật sự có nhiều tên thường gọi ở nhiều khu vực trên thế giới.
Ở một số nơi, các loại rau củ khác (không liên quan) đôi khi được gọi là "yam", bao gồm:
- Tại Hoa Kỳ, sweet potatoes (Ipomoea batatas), đặc biệt là những loại có ruột màu cam, thường được gọi là "yam"[5][6]
- Tại Australia, củ của Microseris lanceolata, hay yam daisy, là thực phẩm chủ yếu của thổ dân Úc ở một số vùng.[7]
- Tại New Zealand, oca (Oxalis tuberosa) thường được gọi là "yam".[8][9]
- Tại Malaysia và Singapore, khoai môn (Colocasia esculenta) được gọi là "yam".[10]
- Tại châu Phi, Nam và Đông Nam Á cũng như các đảo nhiệt đới Thái Bình Dương, loài nưa chuông được trồng và được gọi là "yam chân voi".[11]

## Phân bố và sinh cảnh
Khoai từ có nguồn gốc từ châu Phi, châu Á và châu Mỹ. Ba loài được thuần hóa độc lập trên các lục địa gồm: D. rotundata (châu Phi), D. alata (châu Á) và D. trifida (Nam Mỹ).

## Sinh thái
Một số khoai từ là thực vật xâm lấn, thường được xem là một cỏ dại độc hại bên ngoài khu vực canh tác.

## Trồng trọt

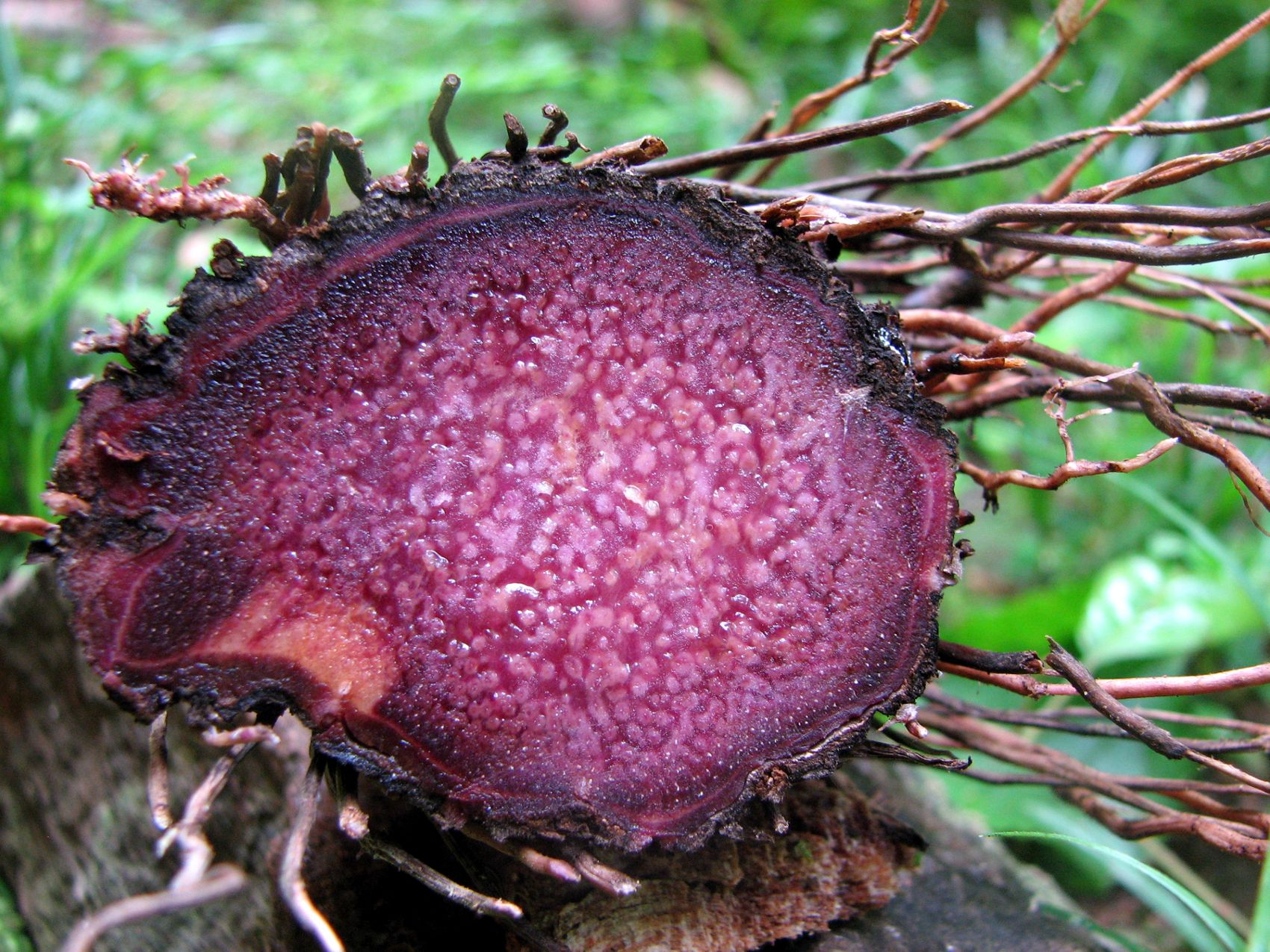
Khoai từ ruột tím (khoai mỡ) mới thu hoạch (D. alata) được cắt lát để lộ mặt cắt

Khoai từ được trồng để lấy củ chứa tinh bột ở nhiều vùng ôn đới và nhiệt đới, đặc biệt là ở Tây Phi, Nam Mỹ và Caribe, châu Á và châu Đại Dương. Khoảng 95% cây khoai từ được trồng ở châu Phi.
Vụ khoai từ bắt đầu khi toàn bộ củ cây giống hoặc từng phần củ được trồng thành các gò hoặc luống vào đầu mùa mưa. Năng suất vụ mùa phụ thuộc vào cách thức và địa điểm trồng các bộ củ, kích thước gò, không gian xem canh, cắm cọc để cố định, loài khoai từ và kích thước củ mong muốn khi thu hoạch. Nông dân nhỏ lẻ ở Tây và Trung Phi thường trồng xen khoai từ với lương thực và rau. Củ khoai giống dễ hỏng và cồng kềnh khi vận chuyển. Những nông dân không mua củ khoai giống mới thường dành đến 30% thu hoạch để trồng vào năm sau. Cây khoai từ phải đối mặt với áp lực từ nhiều loại côn trùng gây hại, các bệnh do nấm và virus, cũng như giun tròn. Giai đoạn sinh trưởng và ngủ nghỉ của chúng tương ứng với mùa mưa và mùa khô. Để có năng suất tối đa, khoai từ cần môi trường nhiệt đới ẩm, với lượng mưa hàng năm trên 1.500 mm (59 in) phân bố đồng đều trong suốt mùa sinh trưởng. Khoai từ trắng, vàng và chứa nước thường tạo ra một củ lớn đơn nhất mỗi năm, thường nặng 5 đến 10 kg (11 đến 22 lb).
Khoai từ tương đối ít bị sâu bệnh. Có bệnh loét cây do Colletotrichum gloeosporioides gây ra, phân bố rộng khắp các vùng trồng trọt trên thế giới. Winch và cộng sự., 1984 tìm ra C. gloeosporioides tấn công một số lượng lớn khoai Dioscorea spp.
Mặc dù yêu cầu lao động và chi phí sản xuất cao, nhu cầu tiêu dùng khoai từ vẫn cao ở các phân miền nào đó của châu Phi, khiến việc trồng khoai từ mang lại lợi nhuận khá cao cho nông dân.

### Loài trồng chủ yếu
Nhiều loài khoai từ Dioscorea được trồng ở khắp vùng nhiệt đới ẩm. Điều quan trọng nhất về mặt kinh tế sẽ được thảo luận dưới đây.
Các loại củ không phải Dioscorea có tầm quan trọng về mặt lịch sử ở châu Phi bao gồm Plectranthus rotundifolius (khoai tây Hausa) và P. esculentus (khoai tây Livingstone); hai loại cây trồng lấy củ này hiện nay phần lớn đã bị thay thế bởi sự du nhập của sắn.

#### D. rotundatavàD. cayennensis
D. rotundata, khoai từ trắng và D. cayennensis, khoai từ vàng, có nguồn gốc từ châu Phi. Chúng là những loại khoai từ được trồng quan trọng nhất. Trước đây, chúng được xem là hai loài riêng biệt, nhưng hầu hết các nhà phân loại hiện nay đều xem chúng là cùng một loài. Hơn 200 giống giữa chúng được trồng.
Củ khoai từ trắng có dạng gần như hình trụ, vỏ nhẵn màu nâu, thịt thường có màu trắng và chắc. Khoai từ vàng có thịt màu vàng do có chứa carotenoid. Hình dáng bên ngoài trông giống như khoai từ trắng; vỏ củ thường cứng hơn một chút và ít có rãnh mở rộng. Khoai từ vàng có thời gian sinh trưởng dài hơn và thời gian ngủ nghỉ ngắn hơn khoai từ trắng.
Giống Kokoro rất quan trọng để làm khoai từ cắt lát sấy khô.
Chúng là những cây lớn; dây leo có thể dài 10 đến 12 m (33 đến 39 ft). Củ thường nặng khoảng 2,5 đến 5 kg (6 đến 11 lb) mỗi củ, nhưng có thể nặng đến 25 kg (55 lb). Sau 7 đến 12 tháng sinh trưởng, củ được thu hoạch. Ở châu Phi, hầu hết được giã thành bột nhão để làm món ăn truyền thống là "khoai từ giã nhuyễn", được gọi là Iyan.

#### D. alata

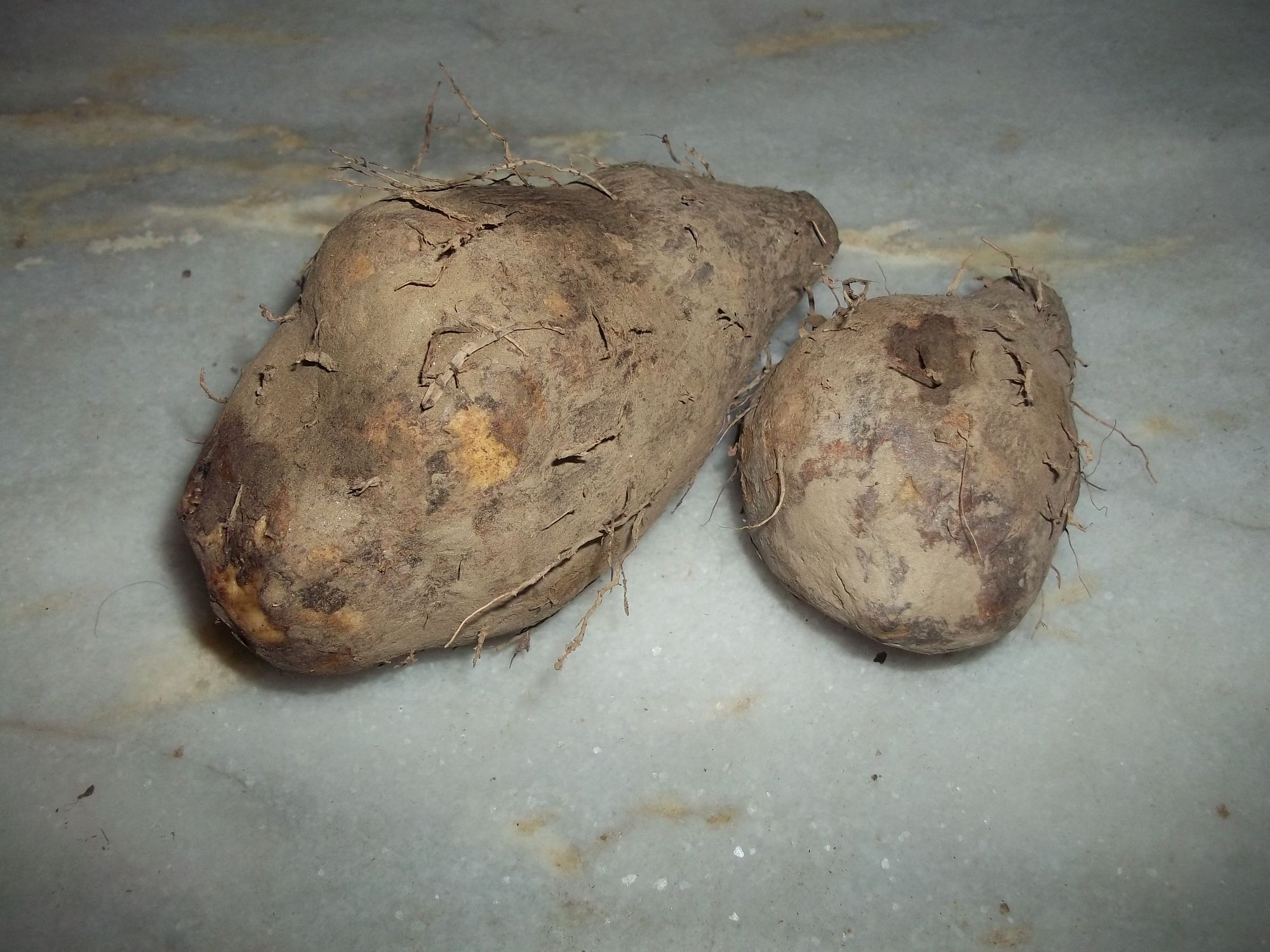
Khoai mỡ (D. alata)

D. alata, được gọi là khoai mỡ (đừng nhầm với khoai tím của Okinawa, là một loại khoai lang), khoai từ lớn, ube, khoai từ cánh, khoai từ nước và (một cách mơ hồ) khoai từ trắng, được trồng lần đầu tiên ở Đông Nam Á. Mặc dù không được trồng với sản lượng tương đương khoai từ châu Phi, nhưng lại có sự phân bố lớn nhất trên toàn thế giới so với bất kỳ loại khoai từ trồng nào, được trồng ở châu Á, các đảo Thái Bình Dương, châu Phi và Tây Ấn. Ngay cả ở châu Phi, mức độ phổ biến của khoai mỡ chỉ đứng sau khoai từ trắng. Hình dạng củ thường là hình trụ, nhưng có thể thay đổi. Thịt củ có kết cấu màu trắng và nhiều nước.
D. alata và D. esculenta (khoai từ nhỏ) là những cây trồng chủ lực quan trọng đối với các nền văn hóa vượt biển của người Nam Đảo. Chúng được mang theo các cuộc di cư cùng người Nam Đảo dưới dạng thực vật ca nô, từ đảo Đông Nam Á đến tận Madagascar và Polynesia.

#### D. polystachya

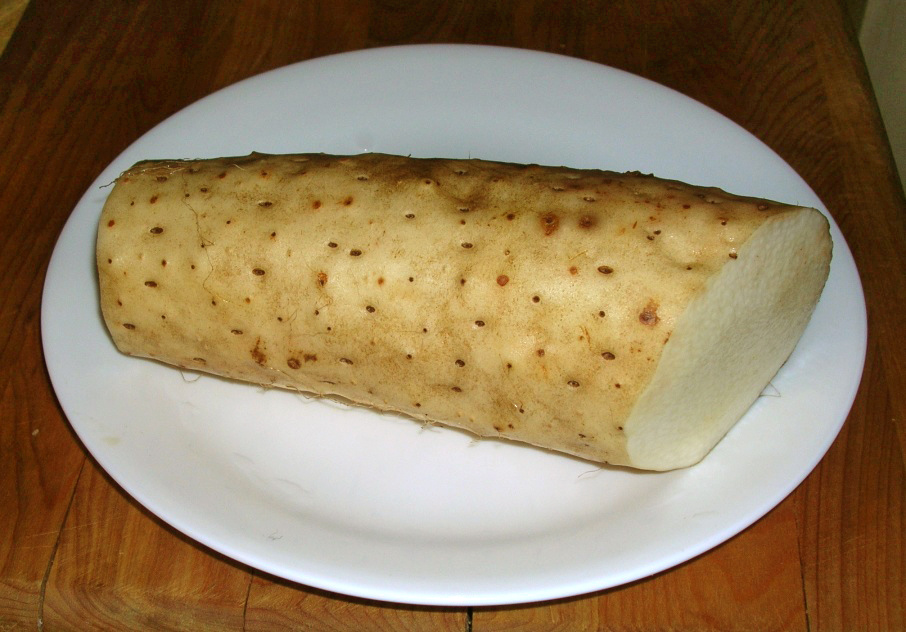
Khoai từ Trung Quốc (D. polystachya)

D. polystachya, khoai từ Trung Quốc, có nguồn gốc từ Trung Quốc. Cây khoai từ Trung Quốc có phần nhỏ hơn so với cây châu Phi, với dây leo dài khoảng 3 m (10 ft). Nó có khả năng chịu được sương giá và có thể trồng ở điều kiện mát hơn nhiều so với các loại khoai từ khác. Nó cũng được trồng ở Hàn Quốc và Nhật Bản .
Chúng được du nhập vào châu Âu vào thế kỷ 19, khi khoai tây ở đó bị bệnh nặng và vẫn được trồng ở Pháp để cung cấp cho thị trường thực phẩm châu Á.
Củ được thu hoạch sau khoảng 6 tháng trồng trọt. Một số được ăn ngay sau khi thu hoạch và một số được sử dụng làm nguyên liệu cho các món ăn khác, bao gồm cả mì và các loại thuốc cổ truyền.

#### D. bulbifera

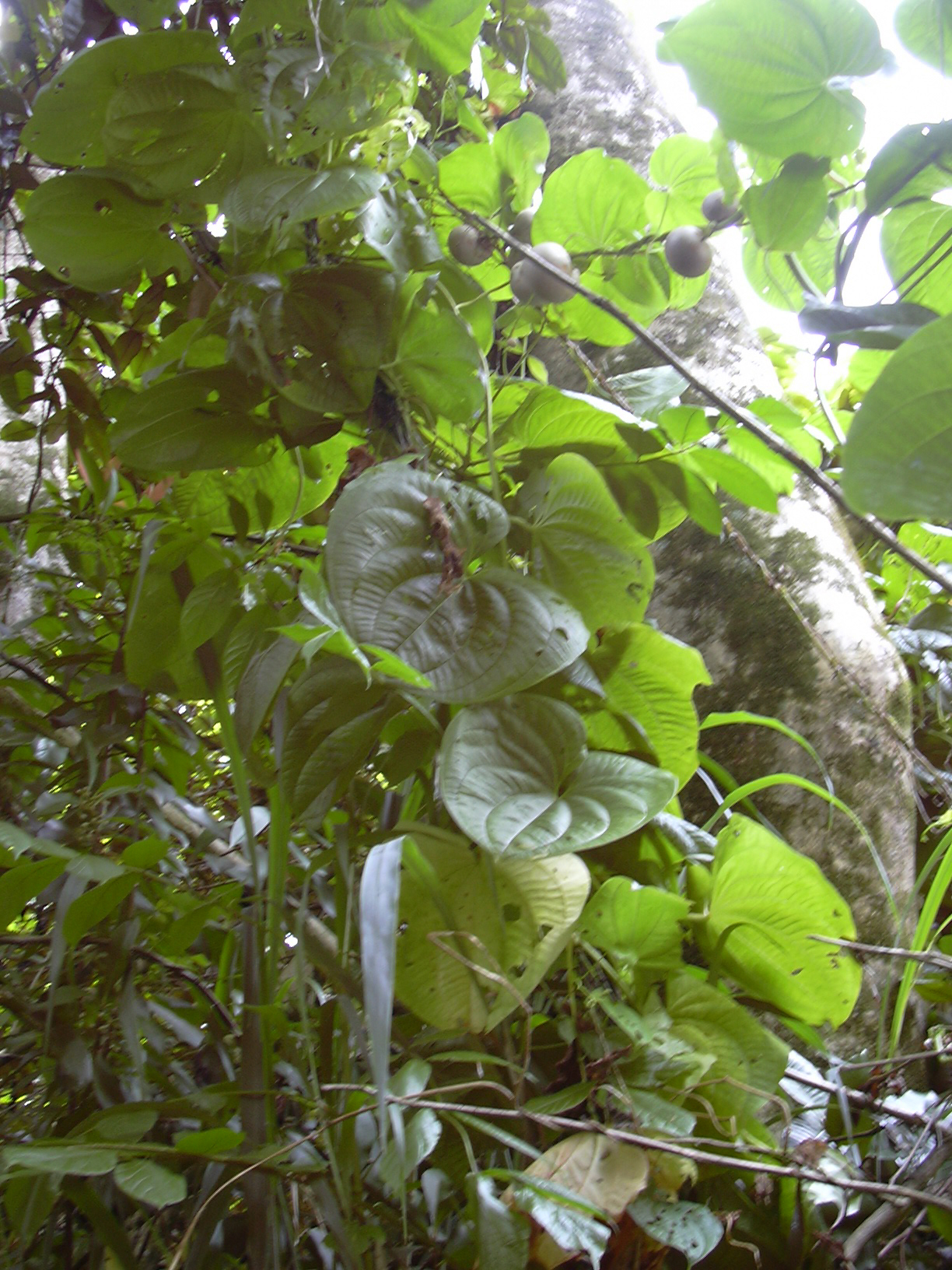
Khoai trời (D.bulifera)

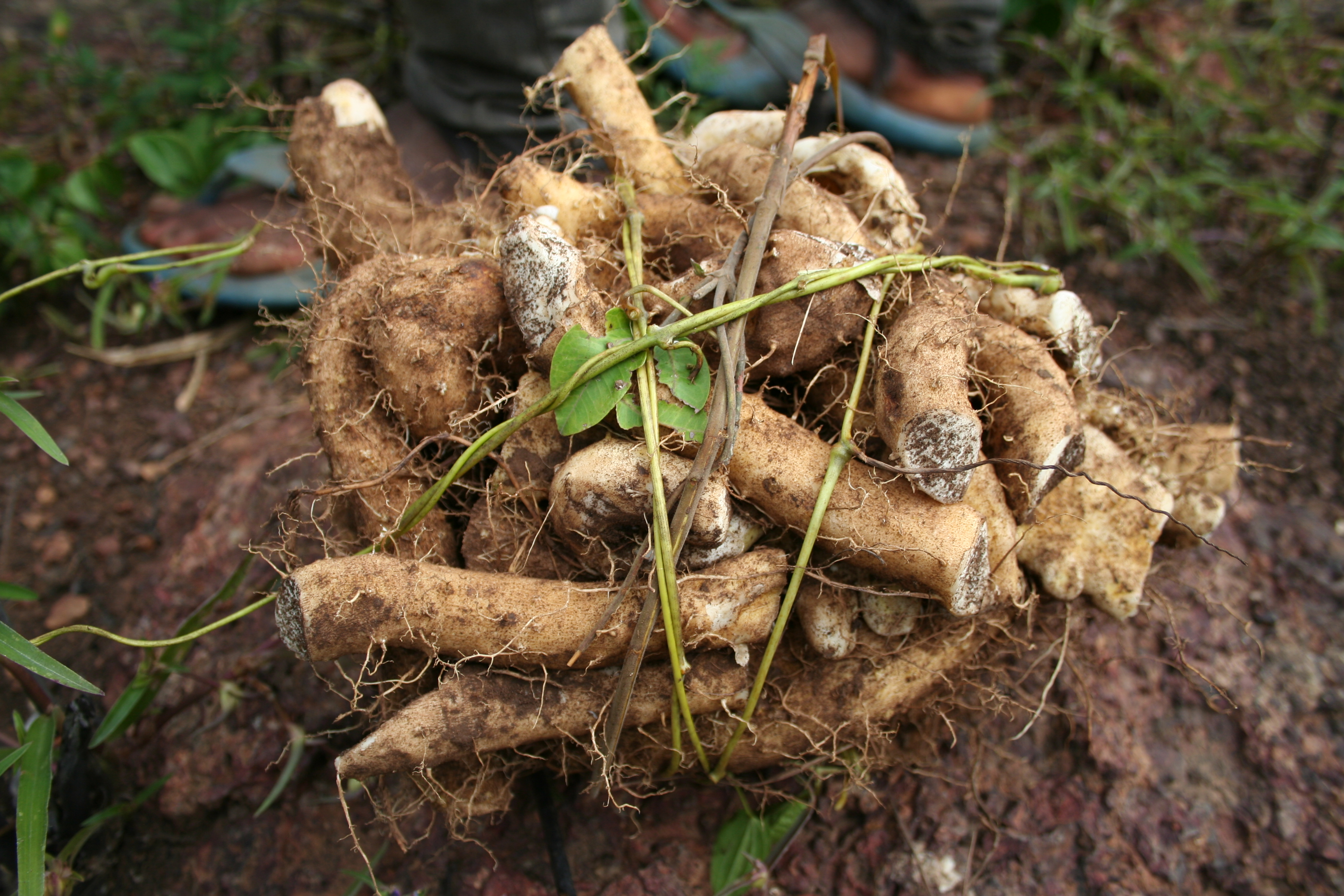
Khoai từ hoang (D. sp.)

D.bulifera, loài khoai trời, sinh sống ở cả châu Phi và châu Á, với những khác biệt nhỏ giữa những loài được tìm thấy ở mỗi nơi. Là dây leo lớn, 6 m (20 ft) hoặc dài hơn. Cây mọc ra củ, nhưng củ mọc ở gốc lá là sản phẩm thực phẩm quan trọng hơn. Chúng có kích thước bằng củ khoai tây (do đó có tên là "khoai trời"), nặng từ 0,5 đến 2 kg (1 lb 2 oz đến 4 lb 7 oz) .
Một số loại có thể ăn sống, trong khi một số loại cần phải ngâm hoặc luộc để giải độc trước khi ăn. Cây không được trồng nhiều vì mục đích thương mại do hương vị của các loại khoai từ khác được hầu hết mọi người ưa thích. Tuy nhiên, cây được ưa chuộng trong các vườn rau tại nhà vì cho thu hoạch chỉ sau bốn tháng sinh trưởng và tiếp tục sinh trưởng trong suốt vòng đời của dây leo, miễn là hai năm. Ngoài ra, củ rất dễ thu hoạch và nấu ăn.
Năm 1905, khoai trời được du nhập vào Florida và từ đó trở thành loài xâm lấn ở phần lớn bang. Sự phát triển nhanh chóng đã lấn át thảm thực vật bản địa và rất khó loại bỏ vì chúng có thể mọc lại từ củ và dây leo mới có thể mọc ra từ củ ngay cả sau khi bị chặt hoặc đốt.

#### D. esculenta
D. esculenta, khoai từ nhỏ, là một trong những loài khoai từ đầu tiên được trồng. Cây có nguồn gốc từ Đông Nam Á và là loài được trồng phổ biến thứ ba ở đó, mặc dù được trồng rất ít ở các nơi khác trên thế giới. Dây leo của chúng hiếm khi đạt hơn 3 m (10 ft) và củ khá nhỏ ở hầu hết các giống.
Củ được ăn bằng cách nướng, luộc hoặc chiên giống như khoai tây. Do kích thước củ nhỏ nên có thể canh tác cơ học, cùng với việc chế biến dễ dàng và hương vị thơm ngon, có thể giúp khoai từ nhỏ trở nên phổ biến hơn trong tương lai.

#### D. dumetorum

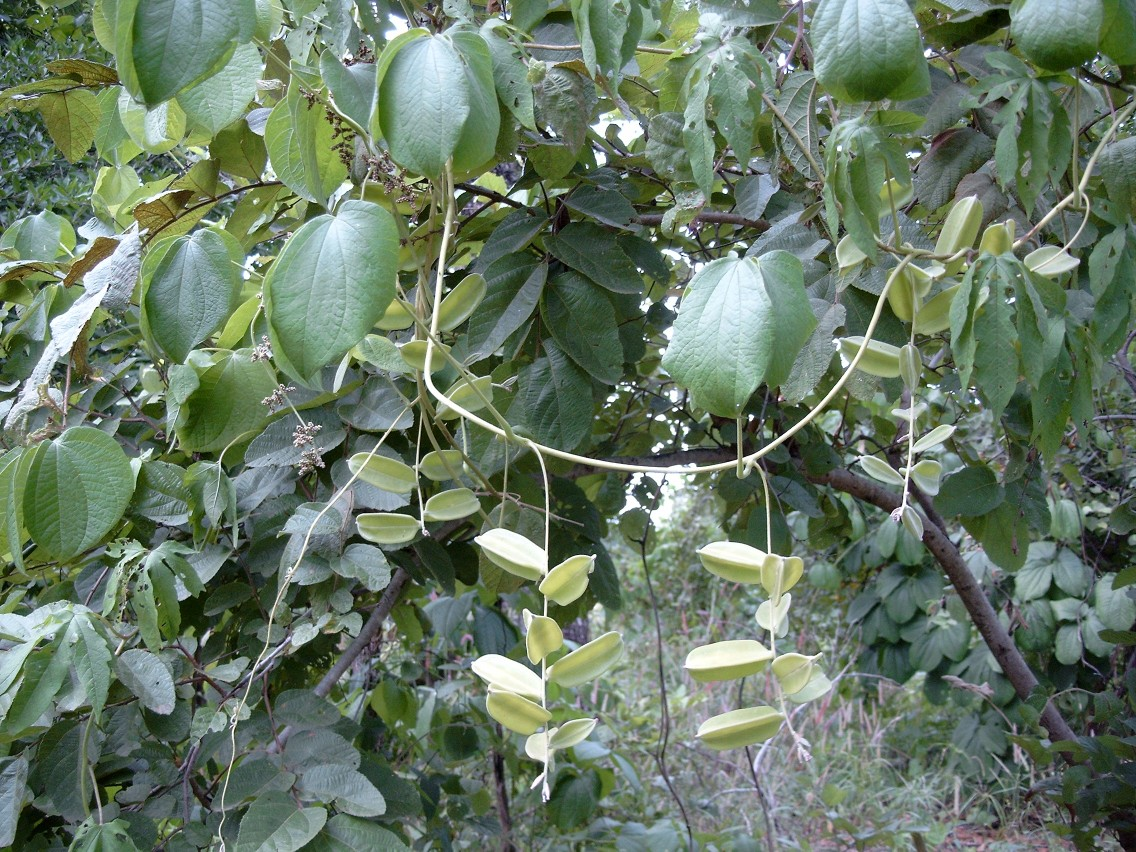
Dây khoai đắng (D. dumetorum)

D. dumetorum, loại khoai từ đắng, được trồng phổ biến như một loại rau ở nhiều vùng ở Tây Phi, một phần vì việc trồng trọt chúng đòi hỏi ít lao động hơn các loại khoai từ khác. Dạng hoang dã rất độc và đôi khi được dùng để đầu độc động vật khi trộn với bả mồi. Người ta nói rằng chúng cũng đã được sử dụng cho mục đích tội phạm.

#### D. trifida
D. trifida, khoai từ cush-cush, có nguồn gốc từ vùng Guyana của Nam Mỹ và là loại khoai từ được trồng quan trọng nhất ở Tân Thế giới. Vì chúng có nguồn gốc từ điều kiện rừng mưa nhiệt đới nên chu kỳ sinh trưởng của chúng ít liên quan đến sự thay đổi theo mùa hơn các loại khoai khác. Do tương đối dễ trồng và hương vị thơm ngon nên chúng được xem là có tiềm năng lớn để tăng sản lượng.

### Phân loại hoang dã

#### D. hirtiflorasubsp.pedicellata
D. hirtiflora subsp. pedicellata, lusala, busala hoặc lwidi, có nguồn gốc từ châu Phi nhiệt đới. Chúng được thu hoạch và ăn rộng rãi ở miền Nam Zambia, nơi chúng mọc ở các khu vực rừng thưa. Ở miền Nam Zambia, đây là nguồn bổ sung quan trọng cho chế độ ăn kiêng từ tháng 3 đến tháng 9 của hầu hết mọi người và là thu nhập của hơn một nửa số hộ gia đình ở nông thôn. Nghiên cứu nhân giống loài này nhằm giảm bớt mối đe dọa từ hoạt động khai thác hoang dã đã thành công.

#### D. japonica
D. japonica – còn được gọi là khoai từ núi Đông Á, yamaimo hoặc khoai từ núi Nhật Bản – là một loại khoai từ (Dioscorea) có nguồn gốc từ Nhật Bản (bao gồm quần đảo Ryukyu và Bonin), Hàn Quốc, Trung Quốc, Đài Loan và Assam.
D. japonica được sử dụng làm thực phẩm. Jinenjo, còn được gọi là khoai từ, là một giống có liên quan đến khoai từ Nhật Bản được sử dụng làm nguyên liệu trong mì soba.

### Thu hoạch

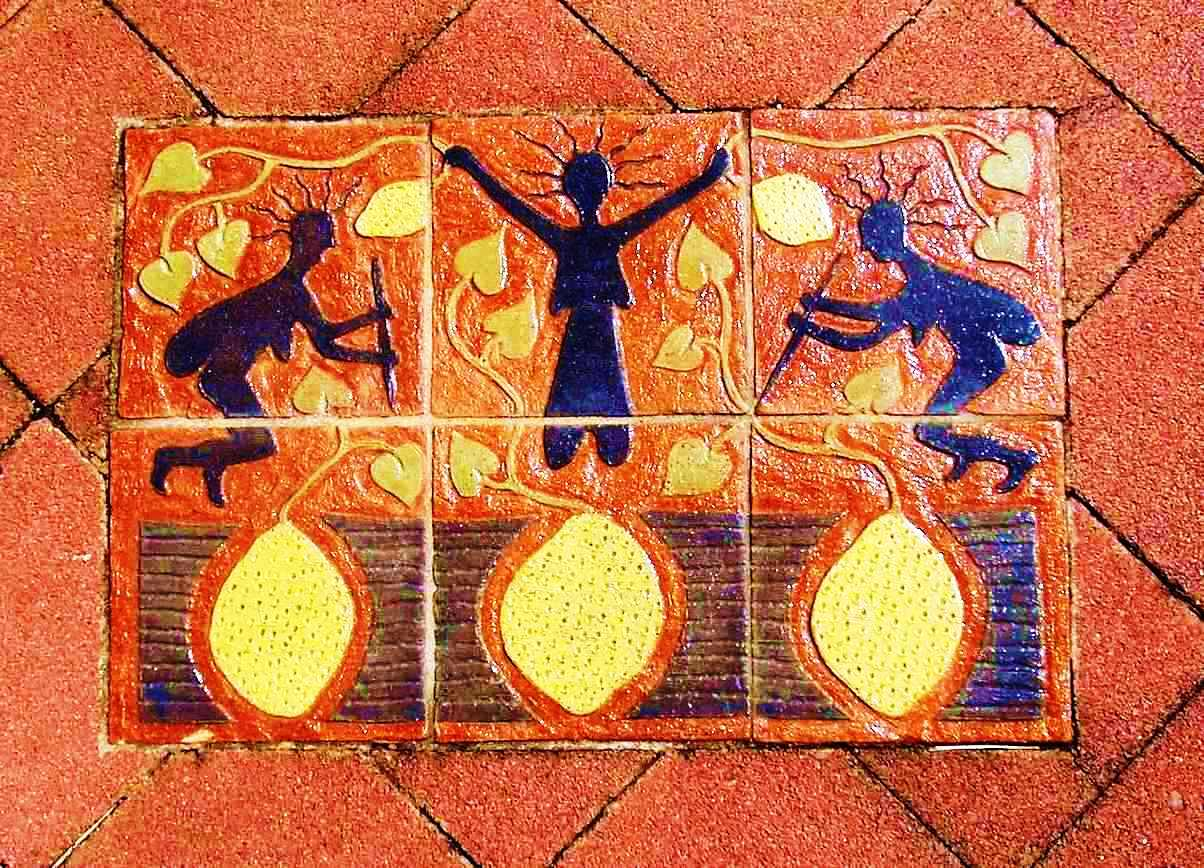
Ngói trên đường phố mô tả phụ nữ thổ dân đang thu thập khoai từ. Cooktown, Úc. 2005

Khoai từ ở Tây Phi thường được thu hoạch bằng tay, sử dụng que, thuổng hoặc máy đào. Các dụng cụ làm bằng gỗ được ưa chuộng hơn các dụng cụ bằng kim loại vì chúng ít có khả năng làm hỏng những củ dễ gãy; tuy nhiên, dụng cụ bằng gỗ cần được thay thế thường xuyên. Việc thu hoạch khoai từ tốn nhiều công sức và thể chất. Thu hoạch củ bao gồm đứng, uốn cong, ngồi xổm và đôi khi ngồi trên mặt đất tùy thuộc vào kích thước ụ, kích thước củ hoặc độ sâu thâm nhập của củ. Phải cẩn thận để tránh làm hỏng củ, vì củ bị hư không bảo quản tốt và nhanh hỏng. Một số nông dân sử dụng cách cắm cọc và trồng trọt hỗn hợp, một phương pháp làm phức tạp việc thu hoạch trong vài trường hợp.
Ở những vùng rừng rậm, củ mọc ở những nơi cùng với rễ cây khác. Việc thu hoạch củ sau đó bao gồm bước bổ sung để giải phóng chúng khỏi các loại rễ khác. Điều này thường gây hư hỏng củ.
Củ ngoài trời hoặc củ dạng hành được thu hoạch bằng cách nhổ thủ công từ dây leo.
Năng suất có thể cải thiện và chi phí sản xuất khoai từ thấp hơn nếu cơ giới hóa được phát triển và áp dụng. Tuy nhiên, thực tiễn sản xuất cây trồng và các loài hiện nay được sử dụng đặt ra những trở ngại đáng kể cho việc cơ giới hóa sản xuất khoai từ thành công, đặc biệt đối với nông dân nông thôn quy mô nhỏ. Có thể cần phải có những thay đổi sâu rộng trong phương thức canh tác truyền thống, chẳng hạn như trồng trọt hỗn hợp. Việc sửa đổi thiết bị thu hoạch củ hiện tại là cần thiết do cấu trúc củ khoai từ và các đặc tính vật lý khác nhau của chúng.

### Sản xuất
Năm 2020, sản lượng khoai từ trên thế giới là 75 triệu tấn (74.000.000 tấn Anh; 83.000.000 tấn Mỹ), dẫn đầu là Nigeria với 67% tổng số (bảng).

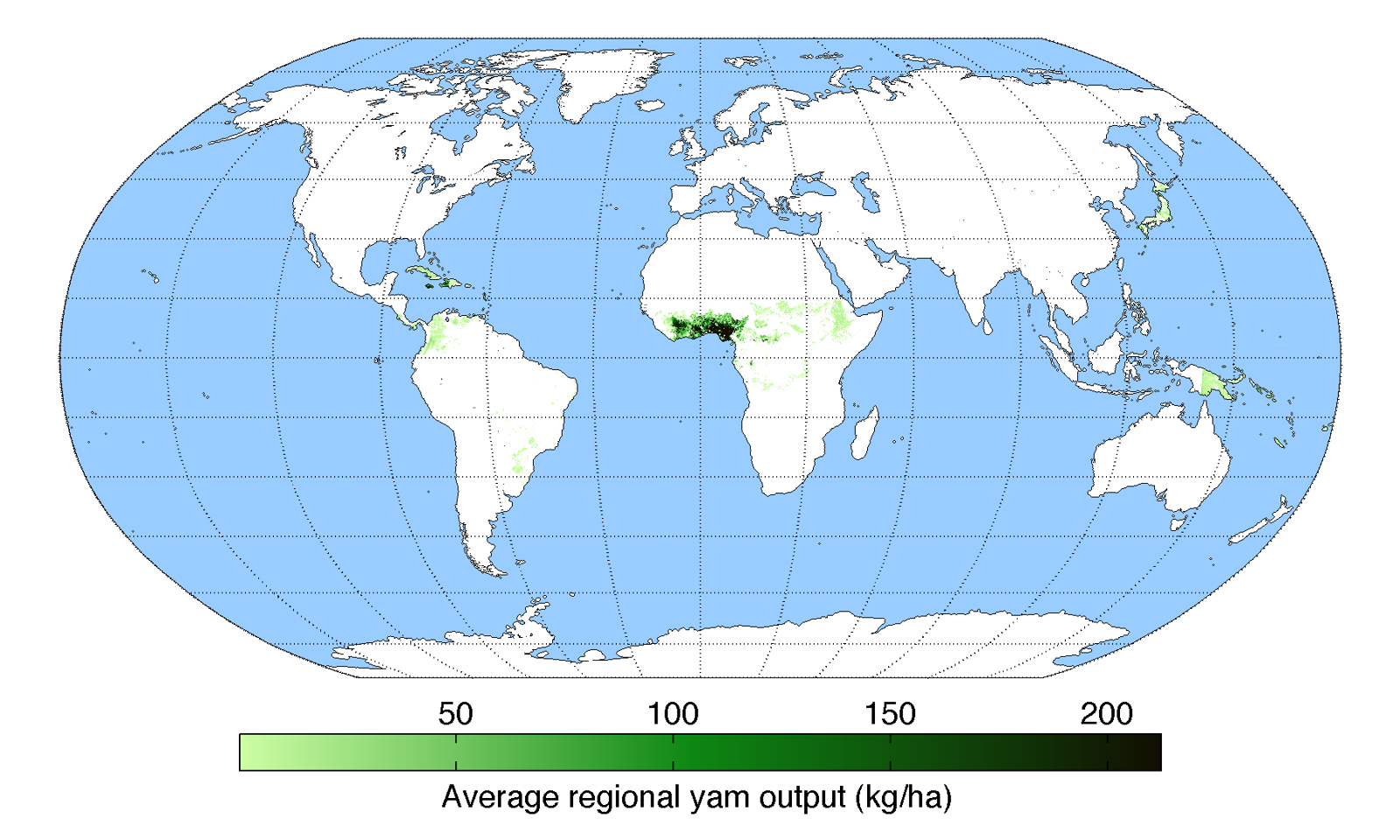
Bản đồ sản xuất khoai từ trên toàn thế giới cho biết phạm vi sản xuất hạn chế (Caribbean, Tây Phi và Polynesia)

| Quốc gia                                              | Sản xuất (triệu tấn) |
| ----------------------------------------------------- | -------------------- |
| Nigeria                                               | 50.1                 |
| Ghana                                                 | 8.5                  |
| Bờ Biển Ngà                                           | 7.7                  |
| Bénin                                                 | 3.2                  |
| Togo                                                  | 0.9                  |
| Cameroon                                              | 0.7                  |
| Thế giới                                              | 74.8                 |
| Nguồn:Tổ chức Lương thực và Nông nghiệp Liên Hợp Quốc |                      |

## Độc tính
Không giống như sắn, hầu hết các loại khoai từ được trồng, trưởng thành, ăn được đều không chứa các hợp chất độc hại. Tuy nhiên, vẫn có những ngoại lệ. Các hợp chất đắng có xu hướng tích tụ trong các mô củ non của khoai từ trắng và vàng. Đây có thể là các polyphenol hoặc các hợp chất giống tanin.
Các dạng khoai từ đắng (D. dumetorum) hoang dã có chứa một số độc tố, chẳng hạn như dihydrodioscorine, có vị đắng nên được gọi là khoai từ đắng. Khoai từ đắng thường không ăn được trừ những lúc tuyệt vọng ở các nước nghèo và thời điểm khan hiếm lương thực ở địa phương. Chúng thường được giải độc bằng cách ngâm trong chậu nước muối, nước sạch nóng hoặc lạnh hoặc ngâm trong dòng suối. Các hợp chất đắng trong các loại khoai từ này là các alkaloid hòa tan trong nước, khi ăn vào sẽ gây ra các triệu chứng nghiêm trọng và khó chịu. Các trường hợp nhiễm độc alkaloid nghiêm trọng có thể gây tử vong.
Khoai trời (D.bulifera) có các yếu tố kháng dinh dưỡng. Ở châu Á, các phương pháp khử độc, bao gồm chiết xuất nước, lên men và rang củ nghiền, được sử dụng cho các giống khoai từ có vị đắng. Các hợp chất đắng trong khoai từ còn được người dân địa phương gọi là khoai trời bao gồm diosbulbin và có thể cả saponin, chẳng hạn như diosgenin. Ở Indonesia, chiết xuất khoai trời được sử dụng để điều chế thuốc độc cho mũi tên.

## Công dụng

### Dinh dưỡng
Khoai từ thô chỉ có mật độ dinh dưỡng vừa phải, với hàm lượng đáng kể (10% giá trị hàng ngày trở lên, DV) giới hạn ở kali, vitamin B6, mangan, thiamin, chất xơ và vitamin C (bảng). Nhưng khoai từ sống có hàm lượng kali cao nhất trong số 10 loại thực phẩm chủ yếu trên thế giới (xem so sánh bên dưới). Khoai từ cung cấp 118 calo trên 100 gram. Khoai từ thường có chỉ số đường huyết thấp hơn, khoảng 54% lượng glucose trên 150 khẩu phần gram, so với các sản phẩm khoai tây.
Hàm lượng protein và chất lượng của rễ và củ thấp hơn so với các loại thực phẩm chủ yếu khác, với hàm lượng khoai từ và khoai tây là khoảng 2% tính theo trọng lượng tươi. Khoai từ, cùng với sắn, cung cấp tỷ lệ protein hấp thụ lớn hơn nhiều ở châu Phi, dao động từ 5,9% ở Đông và Nam Phi đến khoảng 15,9% ở vùng ẩm ướt Tây Phi.
Là một loại thực phẩm có hàm lượng protein tương đối thấp, khoai từ không phải là nguồn cung cấp axit amin thiết yếu tốt. Các chuyên gia nhấn mạnh sự cần thiết phải bổ sung chế độ ăn khoai từ chính yếu bằng nhiều thực phẩm giàu protein hơn để hỗ trợ sự phát triển khỏe mạnh ở trẻ em.
Khoai từ là một thành phần dinh dưỡng quan trọng đối với người Nigeria và Tây Phi. Chúng đóng góp hơn 200 calo mỗi người mỗi ngày cho hơn 150 triệu người ở Tây Phi và là một nguồn thu nhập quan trọng. Khoai từ là loại cây trồng ưa chuộng ở những trang trại nghèo với nguồn lực hạn chế. Chúng rất giàu tinh bột và có thể được chế biến theo nhiều cách. Chúng có sẵn quanh năm, không giống như các loại cây trồng theo mùa, không chắc chắn khác. Những đặc điểm này khiến cho khoai từ trở thành thực phẩm được ưa thích và là cây trồng đảm bảo an ninh lương thực quan trọng về mặt văn hóa ở một số quốc gia châu Phi cận Sahara.

### So sánh với các loại thực phẩm thiết yếu khác
Bảng sau đây cho biết hàm lượng dinh dưỡng của khoai từ và các loại thực phẩm thiết yếu ở dạng thu hoạch thô tính theo trọng lượng khô để tính đến hàm lượng nước khác nhau của chúng. Tuy nhiên, dạng thô không ăn được và không thể tiêu hóa được. Những thứ này phải được nảy mầm, hoặc được chế biến và nấu chín để con người tiêu thụ. Ở dạng mọc mầm hoặc nấu chín, hàm lượng dinh dưỡng và kháng dinh dưỡng tương đối của từng loại thực phẩm này khác biệt đáng kể so với ở dạng thô của những thực phẩm này.
| Thực phẩm thiết yếu                    | Ngô (bắp)[A] | Gạo trắng[B] | Lúa mì[C] | Khoai tây[D] | Sắn (khoai mì)[E] | Đậu tương (đậu nành), xanh[F] | Khoai lang[G] | Khoai từ[Y] | Cao lương[H] | Chuối nấu ăn[Z] | RDA          |
| -------------------------------------- | ------------ | ------------ | --------- | ------------ | ----------------- | ----------------------------- | ------------- | ----------- | ------------ | --------------- | ------------ |
| Hàm lượng nước (%)                     | 10           | 12           | 13        | 79           | 60                | 68                            | 77            | 70          | 9            | 65              |              |
| Số gam tươi trên 100 g trọng lượng khô | 111          | 114          | 115       | 476          | 250               | 313                           | 435           | 333         | 110          | 286             |              |
| Dinh dưỡng                             |              |              |           |              |                   |                               |               |             |              |                 |              |
| Năng lượng (kJ)                        | 1698         | 1736         | 1574      | 1533         | 1675              | 1922                          | 1565          | 1647        | 1559         | 1460            | 8,368–10,460 |
| Protein (g)                            | 10.4         | 8.1          | 14.5      | 9.5          | 3.5               | 40.6                          | 7.0           | 5.0         | 12.4         | 3.7             | 50           |
| Chất béo (g)                           | 5.3          | 0.8          | 1.8       | 0.4          | 0.7               | 21.6                          | 0.2           | 0.6         | 3.6          | 1.1             | 44–77        |
| Carbohydrat (g)                        | 82           | 91           | 82        | 81           | 95                | 34                            | 87            | 93          | 82           | 91              | 130          |
| Chất xơ (g)                            | 8.1          | 1.5          | 14.0      | 10.5         | 4.5               | 13.1                          | 13.0          | 13.7        | 6.9          | 6.6             | 30           |
| Đường (g)                              | 0.7          | 0.1          | 0.5       | 3.7          | 4.3               | 0.0                           | 18.2          | 1.7         | 0.0          | 42.9            | tối thiểu    |
| Khoáng chất                            | [A]          | [B]          | [C]       | [D]          | [E]               | [F]                           | [G]           | [Y]         | [H]          | [Z]             | RDA          |
| Calci (mg)                             | 8            | 32           | 33        | 57           | 40                | 616                           | 130           | 57          | 31           | 9               | 1,000        |
| Sắt (mg)                               | 3.01         | 0.91         | 3.67      | 3.71         | 0.68              | 11.09                         | 2.65          | 1.80        | 4.84         | 1.71            | 8            |
| Magnesi (mg)                           | 141          | 28           | 145       | 110          | 53                | 203                           | 109           | 70          | 0            | 106             | 400          |
| Phosphor (mg)                          | 233          | 131          | 331       | 271          | 68                | 606                           | 204           | 183         | 315          | 97              | 700          |
| Kali (mg)                              | 319          | 131          | 417       | 2005         | 678               | 1938                          | 1465          | 2720        | 385          | 1426            | 4700         |
| Natri (mg)                             | 39           | 6            | 2         | 29           | 35                | 47                            | 239           | 30          | 7            | 11              | 1,500        |
| Kẽm (mg)                               | 2.46         | 1.24         | 3.05      | 1.38         | 0.85              | 3.09                          | 1.30          | 0.80        | 0.00         | 0.40            | 11           |
| Đồng (mg)                              | 0.34         | 0.25         | 0.49      | 0.52         | 0.25              | 0.41                          | 0.65          | 0.60        | -            | 0.23            | 0.9          |
| Mangan (mg)                            | 0.54         | 1.24         | 4.59      | 0.71         | 0.95              | 1.72                          | 1.13          | 1.33        | -            | -               | 2.3          |
| Seleni (μg)                            | 17.2         | 17.2         | 81.3      | 1.4          | 1.8               | 4.7                           | 2.6           | 2.3         | 0.0          | 4.3             | 55           |
| Vitamin                                | [A]          | [B]          | [C]       | [D]          | [E]               | [F]                           | [G]           | [Y]         | [H]          | [Z]             | RDA          |
| Vitamin C (mg)                         | 0.0          | 0.0          | 0.0       | 93.8         | 51.5              | 90.6                          | 10.4          | 57.0        | 0.0          | 52.6            | 90           |
| Thiamin (B1) (mg)                      | 0.43         | 0.08         | 0.34      | 0.38         | 0.23              | 1.38                          | 0.35          | 0.37        | 0.26         | 0.14            | 1.2          |
| Riboflavin (B2) (mg)                   | 0.22         | 0.06         | 0.14      | 0.14         | 0.13              | 0.56                          | 0.26          | 0.10        | 0.15         | 0.14            | 1.3          |
| Niacin (B3) (mg)                       | 4.03         | 1.82         | 6.28      | 5.00         | 2.13              | 5.16                          | 2.43          | 1.83        | 3.22         | 1.97            | 16           |
| Acid pantothenic (B5) (mg)             | 0.47         | 1.15         | 1.09      | 1.43         | 0.28              | 0.47                          | 3.48          | 1.03        | -            | 0.74            | 5            |
| Vitamin B6 (mg)                        | 0.69         | 0.18         | 0.34      | 1.43         | 0.23              | 0.22                          | 0.91          | 0.97        | -            | 0.86            | 1.3          |
| Tổng số Folate (B9) (μg)               | 21           | 9            | 44        | 76           | 68                | 516                           | 48            | 77          | 0            | 63              | 400          |
| Vitamin A (IU)                         | 238          | 0            | 10        | 10           | 33                | 563                           | 4178          | 460         | 0            | 3220            | 5000         |
| Vitamin E, alpha-tocopherol (mg)       | 0.54         | 0.13         | 1.16      | 0.05         | 0.48              | 0.00                          | 1.13          | 1.30        | 0.00         | 0.40            | 15           |
| Vitamin K1 (μg)                        | 0.3          | 0.1          | 2.2       | 9.0          | 4.8               | 0.0                           | 7.8           | 8.7         | 0.0          | 2.0             | 120          |
| Beta-carotene (μg)                     | 108          | 0            | 6         | 5            | 20                | 0                             | 36996         | 277         | 0            | 1306            | 10500        |
| Lutein+zeaxanthin (μg)                 | 1506         | 0            | 253       | 38           | 0                 | 0                             | 0             | 0           | 0            | 86              | 6000         |
| Chất béo                               | [A]          | [B]          | [C]       | [D]          | [E]               | [F]                           | [G]           | [Y]         | [H]          | [Z]             | RDA          |
| Acid béo bão hòa (g)                   | 0.74         | 0.20         | 0.30      | 0.14         | 0.18              | 2.47                          | 0.09          | 0.13        | 0.51         | 0.40            | tối thiểu    |
| Acid béo không bão hòa đơn (g)         | 1.39         | 0.24         | 0.23      | 0.00         | 0.20              | 4.00                          | 0.00          | 0.03        | 1.09         | 0.09            | 22–55        |
| Acid béo không bão hòa đa (g)          | 2.40         | 0.20         | 0.72      | 0.19         | 0.13              | 10.00                         | 0.04          | 0.27        | 1.51         | 0.20            | 13–19        |
|                                        | [A]          | [B]          | [C]       | [D]          | [E]               | [F]                           | [G]           | [Y]         | [H]          | [Z]             | RDA          |

A  ngô vàng, tươi

B  gạo trắng hạt dài, tươi, chưa làm sạch

C  lúa mì mùa đông, hạt đỏ, cứng, tươi

D  khoai tây tươi, còn vỏ

E  sắn tươi

F  đậu tương xanh tươi

G  khoai lang tươi

H  cao lương tươi

Y  khoai từ tươi

Z  chuối nấu ăn, tươi

/*  không chính thức

### Dự trữ
Rễ và củ như khoai từ là sinh vật sống. Khi được dự trữ, chúng tiếp tục hô hấp, dẫn đến quá trình oxy hóa tinh bột (một loại polymer của glucose) có trong tế bào của củ, chuyển hóa thành nước, carbon dioxide và năng lượng nhiệt. Trong quá trình chuyển hóa tinh bột này, chất khô của củ bị giảm đi.
Trong số các loại rễ và củ chính, khoai từ được bảo quản đúng cách được xem là loại ít hư hỏng nhất. Bảo quản khoai từ thành công cần:
- ban đầu lựa chọn khoai từ tươi và khỏe mạnh
- trị bệnh thích hợp, nếu có thể kết hợp với xử lý thuốc diệt nấm
- thông gió đầy đủ để loại bỏ nhiệt sinh ra do hô hấp của củ
- kiểm tra thường xuyên trong quá trình bảo quản và loại bỏ các củ thối và bất kỳ mầm nào phát triển
- bảo vệ khỏi ánh nắng trực tiếp và mưa

Bảo quản khoai từ ở nhiệt độ thấp làm giảm tốc độ hô hấp. Tuy nhiên, nhiệt độ dưới 12 °C (54 °F) gây hư hỏng do làm lạnh, khiến các mô bên trong bị phá hủy, làm tăng mất nước và khiến khoai từ dễ bị thối rữa. Các triệu chứng tổn hại do lạnh không phải lúc nào cũng rõ ràng khi củ vẫn còn được bảo quản lạnh. Vết hư hại sẽ trở nên rõ ràng ngay khi củ được phục hồi về nhiệt độ môi trường.
Nhiệt độ tốt nhất để bảo quản khoai từ khoảng 14 đến 16 °C (57 đến 61 °F), với điều kiện khí hậu và độ ẩm được kiểm soát bằng công nghệ cao, sau quá trình xử lý. Hầu hết các quốc gia trồng khoai từ làm lương thực chủ yếu đều quá nghèo để có thể trang bị hệ thống bảo quản công nghệ cao.
Sự nảy mầm làm tăng nhanh tốc độ hô hấp của củ và thúc đẩy tốc độ giảm giá trị dinh dưỡng của củ.
Một số giống khoai từ bảo quản tốt hơn những giống khác. Dễ bảo quản hơn là những loại khoai từ thích nghi với khí hậu khô cằn, nơi chúng có xu hướng ở giai đoạn hô hấp ít ngủ im, kéo dài hơn nhiều so với các giống khoai từ thích nghi với vùng đất nhiệt đới ẩm, nơi chúng không cần ngủ đông. Về bản chất, khoai từ vàng và khoai từ cush-cush có thời kỳ ngủ ngắn hơn nhiều so với khoai từ nước, khoai từ trắng hoặc khoai từ nhỏ.
Thất thoát khi bảo quản khoai từ rất cao ở châu Phi, trong đó vi khuẩn, côn trùng, giun tròn và động vật có vú là những loài gây hại phổ biến nhất trong quá trình bảo quản.

### Tiêu thụ

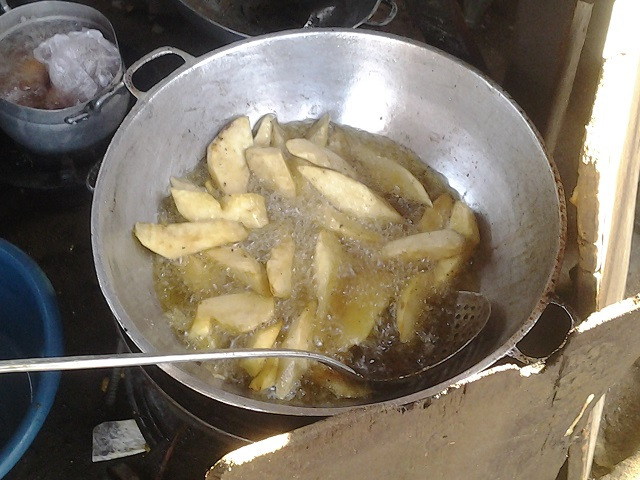
Khoai từ chiên ở Bờ Biển Ngà

Khoai từ được tiêu thụ dưới nhiều dạng chế phẩm khác nhau, chẳng hạn như bột hoặc từng miếng rau nguyên hạt trên phạm vi phân bố của chúng ở châu Á, châu Phi, Bắc Mỹ, Trung Mỹ, Caribe, Nam Mỹ và châu Đại Dương.

#### Châu Phi
Khoai từ của các loài châu Phi phải được nấu chín để có thể ăn an toàn, vì nhiều chất tự nhiên khác nhau trong khoai từ có thể gây bệnh nếu ăn sống. Các phương pháp nấu ăn phổ biến nhất ở Tây và Trung Phi là luộc, chiên hoặc rang.
Trong số người Akan của Ghana, khoai từ luộc có thể được nghiền với dầu cọ thành eto theo cách tương tự như món chuối matoke và được ăn kèm với trứng. Khoai từ luộc cũng có thể được giã bằng cối và chày truyền thống để tạo thành một hỗn hợp sệt, giàu tinh bột được gọi là iyan (khoai từ giã nhuyễn) được ăn với các loại nước sốt truyền thống như egusi và súp hạt cọ.
Một phương pháp tiêu thụ khác là phơi khô những miếng khoai từ tươi dưới nắng. Khi khô, các mảnh chuyển sang màu nâu sẫm. Sau đó chúng được xay để tạo ra một loại bột màu nâu được gọi là elubo ở Nigeria. Bột có thể được trộn với nước sôi để tạo thành một loại bột nhão giàu tinh bột, một loại bánh pudding được gọi là amala, sau đó ăn kèm với súp và nước sốt địa phương.
Khoai từ là một mặt hàng nông nghiệp chủ yếu ở Tây Phi có ý nghĩa văn hóa, nơi thu hoạch hơn 95% sản lượng khoai từ trên thế giới. Khoai từ vẫn quan trọng cho sự sống còn ở những khu vực này. Một số loại củ này có thể bảo quản tới sáu tháng mà không cần bảo quản trong tủ lạnh, điều này khiến chúng trở thành nguồn tài nguyên quý giá trong thời kỳ khan hiếm lương thực hàng năm vào đầu mùa mưa. Các giống khoai từ cũng được trồng ở các nước nhiệt đới ẩm khác.
Khoai từ là cây trồng chủ yếu của người Igbo ở miền đông nam Nigeria, nơi mà trong nhiều thế kỷ qua, cây đóng vai trò chủ đạo trong cả đời sống nông nghiệp và văn hóa của họ. Chúng được kỷ niệm với các lễ hội khoai từ hàng năm.

#### Brazil
Khoai từ được tiêu thụ đặc biệt ở khu vực ven biển vùng Đông Bắc, mặc dù chúng có thể được tìm thấy ở các vùng khác của đất nước. Ở bang Pernambuco, chúng thường được luộc và cắt thành từng lát vào bữa sáng, cùng với phết phô mai hoặc mật đường.

#### Colombia
Ở Colombia, sản xuất khoai từ đặc biệt tập trung ở vùng Caribe, nơi chúng đã trở thành sản phẩm chính trong chế độ ăn uống của người dân khu vực này. Năm 2010, Colombia nằm trong số 12 quốc gia có sản lượng khoai từ cao nhất thế giới và đứng đầu về năng suất tấn/ha trồng. Mặc dù mục đích sử dụng chính là làm thực phẩm nhưng một số nghiên cứu đã cho thấy tính hữu ích của nó trong ngành dược phẩm và sản xuất nhựa sinh học. Tuy nhiên, ở Colombia, không có bằng chứng nào về việc sử dụng sản phẩm này ngoài thực phẩm.

#### Philippines

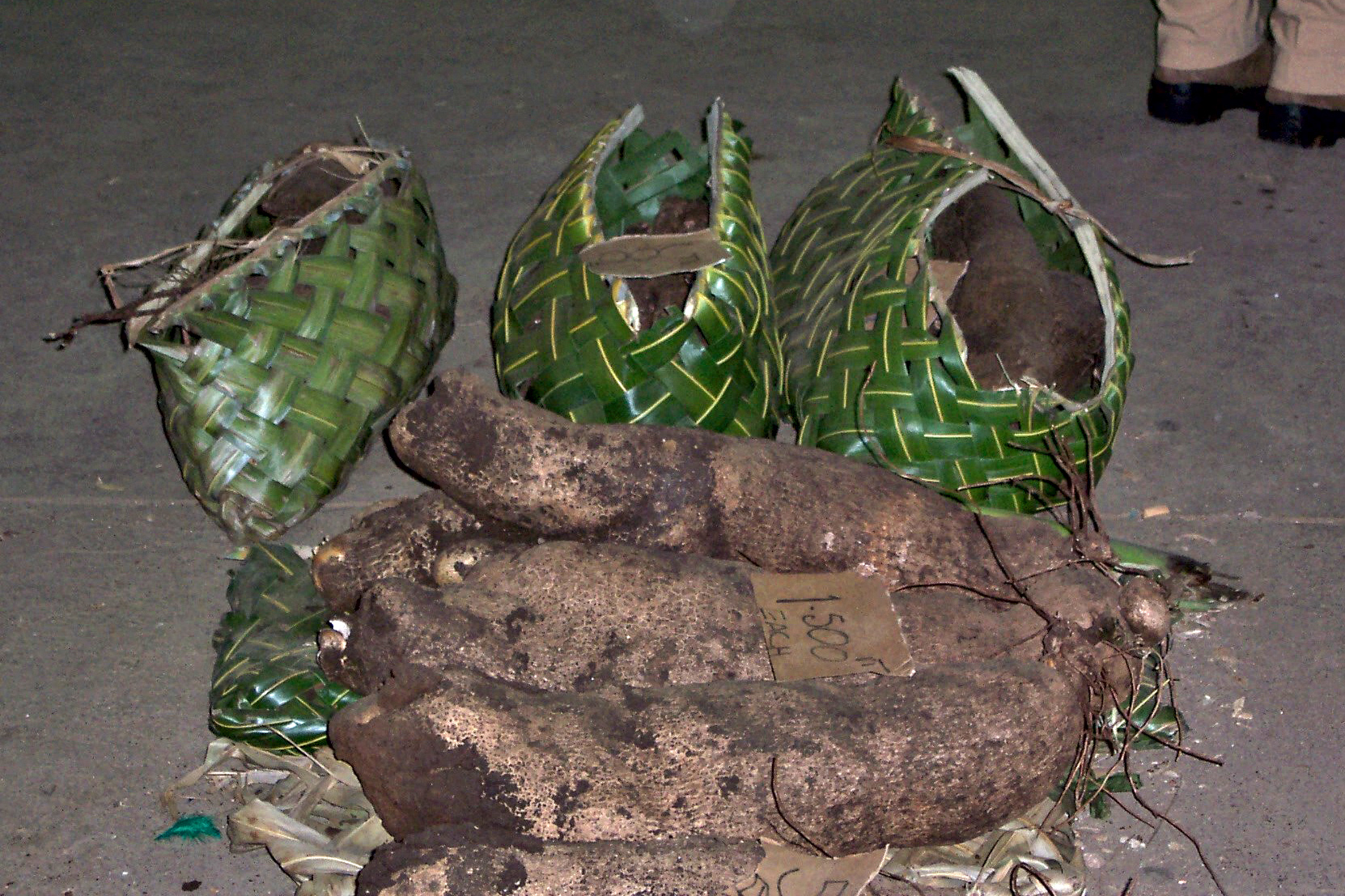
Khoai từ tại chợ Port-Vila (Vanuatu)

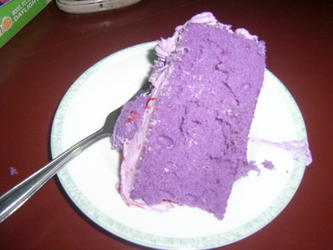
Một miếng bánh làm từ ube (khoai từ tím; Philippines)

Ở Philippines, loài ube tím của khoai từ (D. alata), được ăn như một món tráng miệng có vị ngọt gọi là ube halaya, và cũng được sử dụng như một thành phần trong một món tráng miệng khác của Philippines, halo-halo. Chúng cũng được sử dụng như một thành phần phổ biến cho kem.

#### Việt Nam
Ở Việt Nam, các loại khoai từ tương tự được sử dụng để chế biến thành các món ăn như canh khoai mỡ hoặc canh khoai từ. Người nấu nghiền khoai từ và nấu cho đến khi chín kỹ. Rễ khoai từ theo truyền thống được nông dân ở Việt Nam sử dụng để nhuộm quần áo bằng vải bông trên khắp vùng sông Hồng và đồng bằng sông Cửu Long vào cuối thế kỷ 20, và vẫn được số khác ở vùng Sapa, miền bắc Việt Nam sử dụng.

#### Indonesia
Ở Indonesia, loại khoai từ tím tương tự được dùng để chế biến món tráng miệng. Điều này bao gồm việc nghiền khoai từ và trộn với nước cốt dừa và đường. Khoai từ có ruột trắng và trắng nhạt được cắt thành khối vuông, nấu chín, lên men nhẹ và dùng làm đồ ăn nhẹ buổi chiều.

#### Nhật Bản

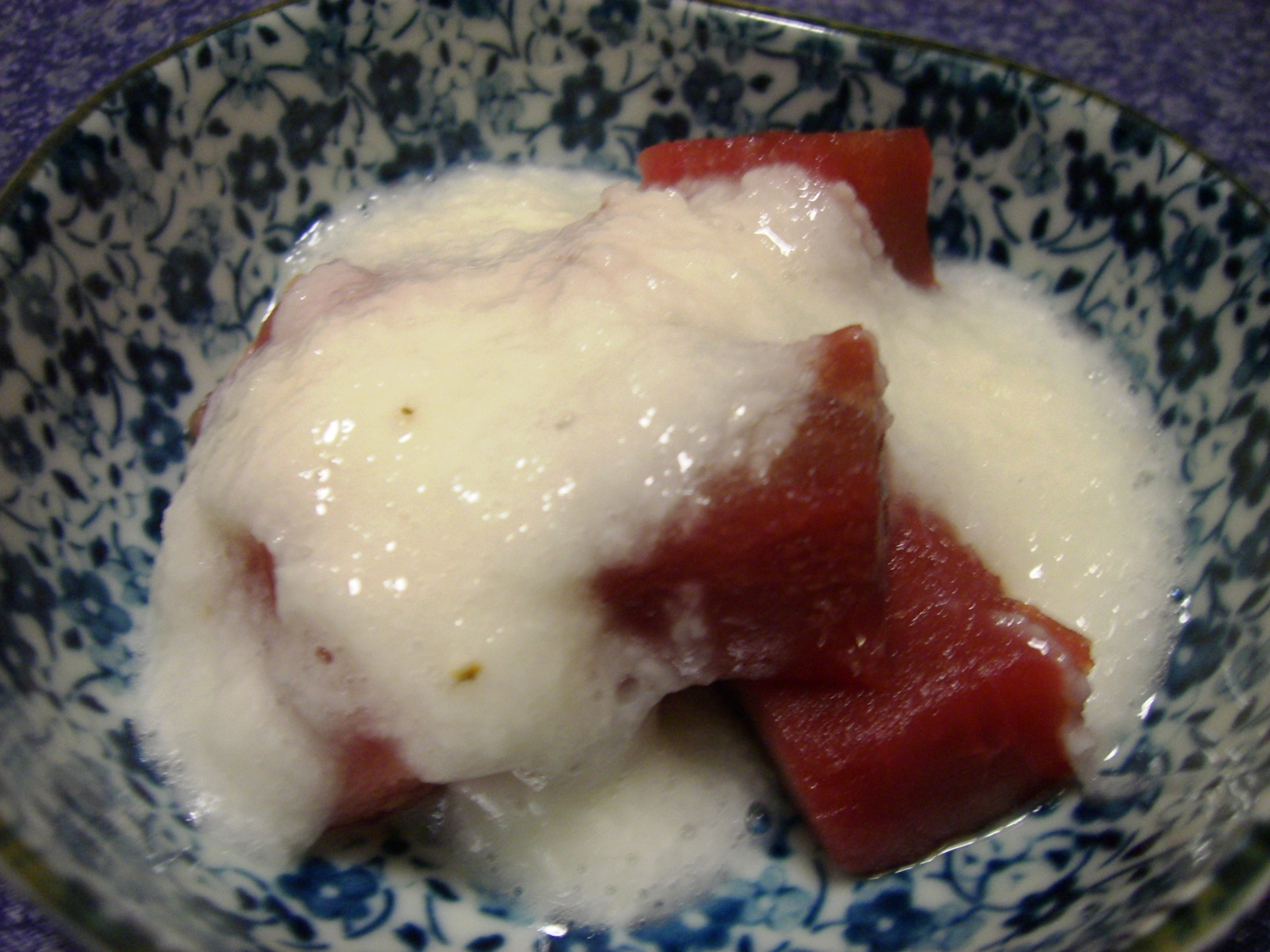
Yamakake, món ăn Nhật Bản được chế biến từ tororo (D. polystachya) và maguro (cá ngừ)

Một ngoại lệ đối với quy tắc nấu ăn là khoai từ núi (Dioscorea polystachya), được gọi là nagaimo và có thể được phân loại thành ichōimo (nghĩa đen là 'khoai từ lá bạch quả'; kanji: 銀杏芋), hoặc yamatoimo (nghĩa là khoai từ Yamato; kanji:大和芋), tùy theo hình dạng rễ.
Khoai từ núi được ăn sống và nghiền nhỏ, chỉ sau một bước chuẩn bị tương đối tối thiểu: toàn bộ củ được ngâm trong dung dịch nước giấm một thời gian ngắn để trung hòa các tinh thể oxalate gây kích ứng có trên vỏ của chúng. Củ thô có nhiều tinh bột và nhạt nhẽo, có chất nhầy khi xay và có thể ăn đơn giản như món ăn phụ hoặc thêm vào mì.
Một loại khoai từ khác, jinenjo, được sử dụng ở Nhật Bản như một nguyên liệu trong mì soba. Ở Okinawa, khoai từ tím (Dioscorea alata) được trồng. Loại khoai từ tím này được ưa chuộng dưới dạng tempura chiên nhẹ, cũng như nướng hoặc luộc. Ngoài ra, khoai từ tím còn là nguyên liệu phổ biến trong món kem khoai từ với màu tím đặc trưng. Khoai từ tím cũng được sử dụng trong các loại kẹo, bánh ngọt và kẹo wagashi truyền thống khác.

#### Ấn Độ
Ở các vùng miền trung Ấn Độ, khoai từ được chế biến bằng cách thái lát mỏng, nêm gia vị và chiên giòn. Ở miền Nam Ấn Độ, loại rau này là món ăn kèm phổ biến với các món cơm và cà ri. Khoai từ tím, D. alata, cũng được ăn ở Ấn Độ, nơi nó còn được gọi là khoai từ tím thẫm. Loài có thể được gọi theo tên khu vực là "taradi", có thể ám chỉ đến D. belophylla, Dioscorea deltoidea, và D. tubifera. Đào xới và bán taradi là nguồn thu nhập chính ở vùng Palampur.

#### Nepal
Rễ Dioscorea theo truyền thống được ăn vào dịp Māgh Sankrānti (lễ hội giữa mùa đông) ở Nepal. Chúng thường được hấp và sau đó nấu với gia vị.

#### Quần đảo Fiji
Khoai từ cùng với sắn và khoai môn, là một loại thực phẩm chủ yếu và được dùng luộc, rang trong lò đất hoặc hấp với cá hoặc thịt trong nước sốt cà ri hoặc nước cốt dừa và ăn kèm với cơm. Giá thành của khoai từ cao hơn do khó trồng trọt và khối lượng sản xuất tương đối thấp.

#### Jamaica
Vì sự phong phú và tầm quan trọng của chúng đối với sự sống còn, khoai từ được đánh giá cao trong các nghi lễ của người Jamaica và là một phần của nhiều nghi lễ truyền thống của Tây Phi.

#### Thế giới phương Tây
Bột khoai từ có sẵn ở phương Tây tại các cửa hàng tạp hóa chuyên về sản phẩm châu Phi và có thể được sử dụng theo cách tương tự như bột khoai tây nghiền ăn liền, mặc dù việc chuẩn bị khó khăn hơn một chút do bột khoai từ có xu hướng vón thành cục. Bột được rắc lên chảo có chứa một lượng nhỏ nước sôi và khuấy mạnh. Hỗn hợp thu được được dùng kèm với nước sốt đã đun nóng, chẳng hạn như cà chua và ớt, rưới lên trên.
Khoai từ đông lạnh đã gọt vỏ và cắt miếng cũng có thể được bán ở các cửa hàng tạp hóa đặc sản.

### Hóa thực vật và ứng dụng y khoa
Củ của một số loại khoai từ hoang dã, bao gồm một biến thể của khoai từ 'Kokoro' và các loài Dioscorea khác, chẳng hạn như Dioscorea nipponica, là nguồn để chiết xuất diosgenin, một loại sapogenin steroid. Diosgenin chiết xuất được sử dụng để tổng hợp thương mại cortisone, pregnenolone, progesterone và các sản phẩm steroid khác. Các chế phẩm như vậy đã được sử dụng trong thuốc tránh thai kết hợp đường uống thời kỳ đầu. Steroid không biến đổi có hoạt tính estrogen.

## Trong văn hóa

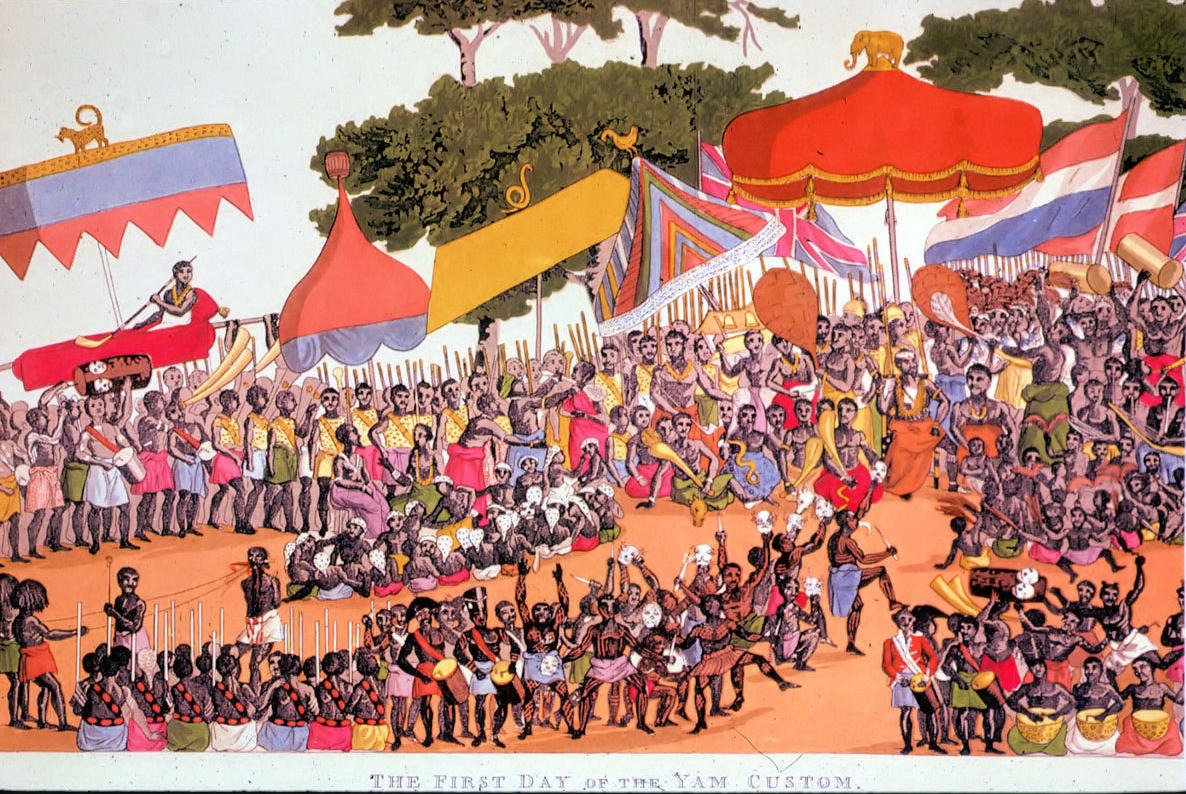
Bức tranh về buổi lễ Ashanti yam, Ghana năm 1817

Các ghi chép lịch sử ở Tây Phi và của khoai từ châu Phi ở châu Âu có từ thế kỷ 16. Khoai từ được đưa đến châu Mỹ thông qua người Bồ Đào Nha và Tây Ban Nha thời tiền thuộc địa ở biên giới Brazil và Guyana, sau đó là phân tán qua vùng Caribe.
Khoai từ được sử dụng ở Papua New Guinea, nơi chúng được gọi là kaukau. Việc trồng trọt và thu hoạch của họ đi kèm với những nghi lễ phức tạp và những điều cấm kỵ. Sự xuất hiện của khoai từ (một trong vô số phiên bản từ Maré) được mô tả trong Pene Nengone (Quần đảo trung thành của New Caledonia).

### Nigeria và Ghana
Lễ hội khoai từ thường được tổ chức vào đầu tháng 8, cuối mùa mưa. Người ta dâng khoai từ lên thần linh và tổ tiên trước khi phân phát cho dân làng. Đây là cách họ tạ ơn các linh hồn ở trên họ.
Lễ hội khoai từ mới kỷ niệm vụ mùa nông nghiệp chính của người Igbo, Idomas và Tivs. Lễ hội Khoai từ Mới, được gọi là Orureshi ở Owukpa ở phía tây Idoma và Ima-Ji, Iri-Ji hay Iwa Ji ở vùng đất Igbo, là một lễ kỷ niệm mô tả sự nổi bật của khoai từ trong đời sống văn hóa xã hội. Lễ hội nổi bật ở các bang phía đông nam và các bộ lạc lớn ở Bang Benue, chủ yếu vào khoảng tháng 8.
Người Igbo dành sự tôn trọng đặc biệt đối với khoai từ đến mức không ai ăn khoai từ mới thu hoạch cho đến khi đánh dấu lễ/lễ kỷ niệm Khoai từ Mới. Nó được gọi là Iri ji ọhụrụ. Mọi người quay trở lại các cộng đồng khác nhau của họ để tổ chức lễ kỷ niệm.